# Крага
Кра́ги (от нидерл. kraag — «воротник») — в русском языке название отдельных одежных аксессуаров, например:
- длинные раструбы у перчаток;
- перчатки для верховой езды с такими раструбами;
- накладные голенища с застёжками;
- наручи, защищающие предплечье стрелка из лука от удара тетивой.

Изначально так назывались большие отложные воротники, затем название перешло на отвороты перчаток и коленных голенищ.

## Кавалерийские краги
Начиная с 1730-х годов крагами пользовались аристократы при верховой езде для защиты голенища. Закреплялись они на ноге ремнями. С конца XX века их крепят также при помощи застёжки-молнии.

## Мотоциклетные краги
С начала XX века краги стали модными среди автомобилистов, мотоциклистов и авиаторов как защитная часть одежды, по устройству аналогичная кавалерийским крагам, но на руках, а не на ногах.
В современном языке используется как название мотоциклетных перчаток.